# Normocytär anemi
Normocytär anemi är en beskrivande term för anemier där storleken på de röda blodkropparna är normal, vilket innebär ett värde på medelcellvolymen på mellan 80 och 100 fl (kan variera något beroende på laboratorium).

## Orsaker
Orsakerna till normocytär anemi kan delas in i följande grupper:
- Minskad produktion av normalstora röda blodkroppar (till exempel sekundär anemi, aplastisk anemi).
- En ökad destruktion av röda blodkroppar eller blodförlust (till exempel hemolytisk anemi, blödning).
- En ökning av blodplasmavolymen (till exempel graviditet).
- En kombination av faktorer som var för sig orsakar mikrocytär respektive makrocytär anemi.[1]